# Ścieżka przyrodnicza
Ścieżka przyrodnicza – specjalnie przygotowana trasa dla pieszych, przebiegająca przez obszary, które wyróżniają się szczególnymi wartościami przyrodniczymi (ścieżka dydaktyczna). Ścieżki przyrodnicze to jedna z podstawowych, aktywnych form edukacji środowiskowej.

## Przykłady ścieżek przyrodniczych

### Słowiński Park Narodowy
W Słowińskim Parku Narodowym istnieje pięć ścieżek przyrodniczych, tzw. ścieżek specjalistycznych. Obszary przez które przebiegają tamtejsze ścieżki i zakres zjawisk objętych prezentacją posiadają wysoką rangę.

### Bieszczady
Na terenie Bieszczadów istnieje ok. 20 ścieżek przyrodniczych, prowadzą one m.in. z Ustrzyk Dolnych na Tarnicę, z Bukowca przez Sianki do źródeł Sanu. W Bieszczadzkim Parku Narodowym istnieje (według danych z 2011 roku) 20 ścieżek przyrodniczych.

### Magurski Park Narodowy
Na terenie MPN znajduje się 6 ścieżek przyrodniczych, jedna z nich prowadzi przez opuszczoną wieś Świerzową Ruską.